# 諾托鱷龍屬
南方鱷龍屬（學名：Notochampsa）是種已滅絕鱷形超目，又译诺托鳄龙，是原鱷亞目的一屬，化石被發現於南非的卡魯超群的艾略特組上層、以及克萊倫斯組（Clarens Formation）下層，地質年代相當於侏羅紀早期。
在1904年，羅伯特·布魯姆（Robert Broom）敘述、命名這些化石，模式種是伊氏諾托鱷龍（N. istedana）。同時，布魯姆還命名第二個種，長足諾托鱷龍（N. longipes）。在1924年，長足諾托鱷龍被建立為新屬，紅鱷龍屬（Erythrochampsa）。
諾托鱷龍科（Notochampsidae）名稱來自於諾托鱷龍屬，近年學界較少使用諾托鱷龍科，本科普遍被認為可能是原鱷科的異名。在過去歷史中，諾托鱷龍科曾經包含：佩德弋鱷、原鱷、Dyoplax、Platyognathus，以及直鱷、Microchampsa。 諾托鱷龍曾經被歸類於喙頭鱷亞目。

## 外部連結
- Notochampsa（页面存档备份，存于） Paleobiology Database